# Поду-Илоаей
Поду-Илоаей (рум. Podu Iloaiei) — город в Румынии в составе жудеца Яссы, на восточном берегу реки Бахлуй и северном берегу реки Бахлуец близ её впадения в Бахлуй.

## История
В 1818 году господарь Скарлат Каллимаки разрешил нескольким еврейским торговцам организовать место торговли на границе нескольких владений. Торг управлялся правительственным комиссаром, пока в 1864 году он не был преобразован в сельскую коммуну.
В 2005 году коммуна Поду-Илоаей получила статус города.